# Zion (album, Savant)
ZION je dvanácté album norského producenta Savanta a desáté album pod přezdívkou Savant. Bylo vydáno 13. prosince 2014.

## Seznam skladeb
| Pořadí         | Název            | Délka   |
| -------------- | ---------------- | ------- |
| 1.             | Anunnaki         | 2:17    |
| 2.             | Arrival          | 5:45    |
| 3.             | Apocalypse       | 7:10    |
| 4.             | Crusade          | 5:48    |
| 5.             | Desert Eagle     | 3:32    |
| 6.             | Castle of Gods   | 4:19    |
| 7.             | Nazareth         | 4:44    |
| 8.             | Princess of Zion | 5:29    |
| 9.             | Outcasts         | 4:13    |
| 10.            | Shazam           | 4:17    |
| 11.            | Spider           | 4:10    |
| 12.            | Royality         | 5:07    |
| 13.            | Mecca            | 5:41    |
| 14.            | Meshugga         | 8:13    |
| 15.            | Sons of Babel    | 3:03    |
| 16.            | Zion             | 5:25    |
| Celková délka: | Celková délka:   | 1:19:15 |